# 2001: Odyssee im Weltraum (Roman)
2001: Odyssee im Weltraum ist ein Science-Fiction-Roman von Arthur C. Clarke aus dem Jahr 1968. Er entstand zeitgleich zum gleichnamigen Film auf Basis von Clarkes Kurzgeschichte The Sentinel, weicht aber teils stark von der Handlung in Stanley Kubricks Verfilmung ab. 2001 ist das erste Buch des vierbändigen „Space-Odyssey“-Zyklus, der außerdem die Romane Odyssee 2010 – Das Jahr, in dem wir Kontakt aufnehmen, 2061 – Odyssee III und 3001 – Die letzte Odyssee umfasst.

## Inhalt
Eine Gruppe von Menschenaffen in Afrika entdeckt drei Millionen Jahre vor Christus einen transparenten Monolithen, der von unbekannten Außerirdischen aufgestellt wurde. Durch den Kontakt mit dem Monolithen beschleunigt sich die Entwicklung der Intelligenz der Gruppe, woraufhin die Menschenaffen beginnen, Werkzeuge und Waffen herzustellen. Mit deren Hilfe sind sie nun in der Lage, alle anderen Tiere zu töten und sich somit an die Spitze der Nahrungskette zu stellen.
Es folgt ein Sprung ins Jahr 1999, in dem der Wissenschaftler Dr. Heywood Floyd auf einer geheimen Mission zum Mond unterwegs ist. Dort wird ihm mitgeteilt, dass im Mondkrater Tycho ein schwarzer Monolith entdeckt wurde, der eine starke Störung des Magnetfelds verursacht. Er sendet zudem ein Signal zum Saturnmond Iapetus.
Zwei Jahre später ist das Raumschiff Discovery One in Richtung Saturn unterwegs. Die Astronauten David Bowman und Francis Poole überwachen gemeinsam mit dem hochentwickelten Computer HAL 9000 die Mission, während drei ihrer Kollegen bereits im Kälteschlaf an Bord gebracht wurden. Der als unfehlbar geltende HAL meldet Bowman und Poole den Ausfall der Kommunikationseinheit AE-35, was sich jedoch als Fehldiagnose erweist. In einem Gespräch mit ihren Vorgesetzten von der Erde werden die Astronauten angewiesen, HAL vorübergehend abzuschalten. Während des Gesprächs fällt die Einheit AE-35 nun tatsächlich aus und die Kommunikation mit der Erde wird unterbrochen. Als Poole die Einheit reparieren will, wird sein Raumanzug zerfetzt, woraufhin er im Vakuum des Weltalls erstickt. Der verunsicherte Bowman befiehlt HAL, die anderen Astronauten zu wecken. Der Computer weigert sich jedoch und öffnet alle Schleusen des Schiffes, um auch den Rest der Besatzung zu töten. Bowman gelingt allerdings dank seines Raumanzugs der Wiedereintritt in die Discovery One. Er fährt nun HALs Bewusstseinsfunktionen auf die Basisfunktionen herunter und stellt den Kontakt zur Erde wieder her. Erst jetzt wird ihm der eigentliche Missionszweck, die Suche nach den Urhebern des schwarzen Monolithen, offenbart. Bowman erfährt nun, dass HAL Schuld empfand, weil er diesen Auftrag vor den Astronauten geheim halten musste. Als er hörte, dass er vorübergehend abgeschaltet werden sollte, verfiel er in Todesangst und reagierte deshalb panisch.
Bowman verbringt die restlichen Monate bis zum Eintreffen auf Iapetus allein auf dem Schiff. Als er den Saturn schließlich erreicht, sieht er einen weiteren schwarzen Monolithen, der jedoch um ein Vielfaches größer ist als derjenige, der auf dem Mond entdeckt wurde. Bowman wird in den Monolithen hineingezogen, sein letzter Funkspruch zur Erde lautet: „Mein Gott, es ist voller Sterne!“ Der Astronaut reist nun in unbekannte Sternensysteme, wo ihm sich unterschiedliche Formen und Stadien außerirdischen Lebens offenbaren. Als er in einem Zimmer einschläft, verwandelt er sich in ein unsterbliches „Sternenkind“, das im Weltall leben und sich dort frei bewegen kann.

## Unterschiede zum Film
- Der Monolith, der die Intelligenz der Affenmenschen erhöht, wird im Buch (Kapitel 2) als transparent geschildert. Weil das aber schwierig zu filmen war, wurden im Film alle Monolithen so schwarz dargestellt, wie es nur möglich war.
- Das Ziel der Discovery One ist in Kubricks Verfilmung Jupiter, nicht Saturn. Dies begründet sich darin, dass die damalige Tricktechnik noch nicht so weit entwickelt war, um das komplexe Ringsystem des Saturn realitätsgetreu darzustellen. In den weiteren Romanen seines Space-Odyssey-Zyklus ersetzte Clarke ebenfalls Saturn durch Jupiter.
- Der Konflikt zwischen den Astronauten und HAL entwickelt sich im Buch etwas anders als im Film. Beispielsweise entscheiden Bowman und Poole im Film eigenständig, HAL vorübergehend zu deaktivieren, während sie im Buch diese Anweisung von ihren Vorgesetzten auf der Erde erhalten.
- Das Buch beschreibt deutlich ausführlicher HALs inneren Zwiespalt als Grund für sein mörderisches Verhalten, während dieser im Film nicht explizit thematisiert wird. Erst in der Fortsetzung 2010: Das Jahr, in dem wir Kontakt aufnehmen wird dieser Handlungsstrang filmisch aufgegriffen. Selbiges gilt für Bowmans letzte Worte vor seinem Verschwinden („Mein Gott, es ist voller Sterne!“).
- Das Buch thematisiert die Einsamkeit und die daraus resultierenden psychischen Probleme Bowmans zwischen den Ereignissen mit HAL und dem Erreichen des Saturn-Monolithen.

## Ausgaben
- Arthur C. Clarke: 2001: Odyssee im Weltraum. Heyne-Buch Nr. 3259/60. Deutsche Übersetzung: Egon Eis. Copyright: Econ Verlag, 1969. Heyne, München 1972.
- Arthur C. Clarke: 2001: Odyssee im Weltraum. Der Roman zum Film (= Heyne-Bücher 01, Heyne allgemeine Reihe 20079). (OT: 2001: A Space Odyssey). Vorwort Stephen Baxter. Mit der zugrundeliegenden Kurzgeschichte Der Wächter. Taschenbuchausgabe, überarbeitete Neuausgabe. Heyne, München 2001, ISBN 3-453-19438-1.